# Грихалва (река)
Грихалва (шп. Río Grijalva), река у југоисточном Мексику, која се улива у Карипско море западно од полуострва Јукатан.

## Историја
У време доласка Европљана у Америку, река се звала Табаско. На левој обали реке, око сат хода од ушћа, налазио се мајански град Потончан, престоница мале краљевине Табаско. Ушће реке Табаско открио је Хуан де Грихалва 1518. године, који је дао реци своје име, а локални народ Маја дочекао је Шпанце пријатељски. Следеће године (1519), у реку је упловила експедиција Ернана Кортеса и заузела Потончан, а на обали реке водила се и битка код Сентле (1519), којом је краљевина Табаско пала под шпанску власт.

## Географија
Река извире у планинама у југозападној Гватемали, где је позната под именом Селегва (шп. Seleguá), и тече према северу. Дужином од око 102 км протиче кроз Гватемалу, а затим улази у Мексико у држави Чијапас и тече према Карипском мору кроз државу Табаско, где се улива широком делтом. Укупна дужина реке у Мексику износи око 480 км, а заједно са реком Селегва, око 600 км. Највећи град на реци Грихалва је Виљаермоса, престоница државе Табаско.